# 野村治三郎

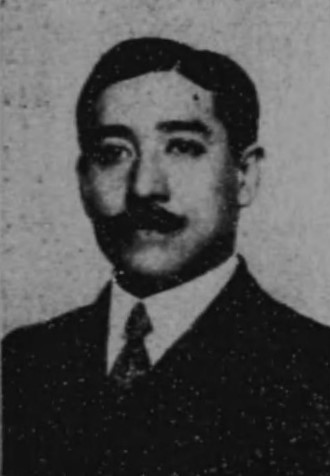
野村治三郎

8代野村 治三郎（のむら じさぶろう、1877年（明治10年）10月28日 - 1949年（昭和24年）1月13日）は、日本の実業家、政治家。衆議院議員（立憲民政党）。野村銀行（りそな銀行の前身とは別の銀行）の頭取。幼名・常太郎、8代目野村治三郎。野辺地町名誉町民。

## 経歴
現在の青森県上北郡野辺地町で豪商・7代目野村治三郎の長男として生まれる。慶應義塾中退。1900年に家督を継承し治三郎を襲名した。馬産振興に尽力し、その他、青森県農工銀行頭取、上北銀行頭取、野辺地電気社長、七戸水電取締役などを歴任。
政界では野辺地町会議員に就任。第12回・第13回・第14回・第15回の衆議院議員総選挙で当選し衆議院議員を連続4期務めた。

## 旧野村家住宅離れ
野村家の住宅の一部が「旧野村家住宅離れ」として2008年に登録有形文化財に登録されている。

## 親族
- 祖父：6代 野村治三郎（貴族院多額納税者議員）